# Chu Tử (nhà văn)
Chu Tử là bút hiệu của Chu Văn Bình (1917-1975), một nhà văn, nhà báo người Việt. Ông được biết đến là chủ nhiệm nhật báo Sống và là tác giả những cuốn tiểu thuyết như Yêu và Ghen.

## Hoạt động
Ông một thời dạy học ở Trường tư thục Phùng Hưng ở Hải Phòng sau làm hiệu trưởng Trường trung tiểu học Lê Văn Trung ở Tây Ninh.
Sang thập niên 1960 ông mở nhật báo Sống ở Sài Gòn. Mục "Ao thả vịt", "Thơ đen", và trang Nhạc trẻ rất được độc giả hâm mộ. Những cây viết cộng tác có Tú Kếu, Nguyễn Mạnh Côn, Bùi Giáng. Nhật báo Sống do Chu Tử chủ trương là cơ sở đầu tiên đăng tác phẩm Loan mắt nhung của Nguyễn Thụy Long.
Vì bất đồng chính kiến, tòa báo bị Lực lượng Tranh thủ Cách mạng của phe Phật giáo cực đoan tấn công năm 1966. Cũng vào thời điểm đó ông bị mưu sát gần nhà, bị trúng đạn nhưng thoát chết. Cuộc biệt kích này do Mặt trận Dân tộc Giải phóng Miền Nam chủ trương. Thủ phạm là Huỳnh Văn Long mà cũng đã hạ sát ký giả Từ Chung. Do thành tích này, Long đã được thưởng huân chương thành tích đệ tam đẳng của Mặt trận Giải phóng Miền Nam.
Cuối thập niên 1960 nhật báo Sống bị thu hồi giấy phép vì chỉ trích việc chính phủ cho Quân đội Hoa Kỳ toàn quyền sử dụng căn cứ Cam Ranh. Vào thập niên 1970 ông đứng chủ biên báo Sóng Thần nhưng sau rút lui.
Vào ngày 30 Tháng Tư, 1975 trên đường thoát khỏi Việt Nam trên con tàu Việt Nam Thương tín, tàu trúng pháo B-40 khi qua cửa Cần Giờ và ông tử thương, được thủy táng ngay cửa biển.

## Tác phẩm tiểu thuyết[8]
- Yêu, tác phẩm này năm 1973 được dựng thành phim với diễn viên Thanh Lan và Nguyễn Đình Toàn; Đỗ Tiến Đức đạo diễn[9]
- Ghen
- Loạn
- Sống
- Tiền